# 佳能 EOS-3
Canon EOS-3是由佳能公司在1998年所發表的準專業級35mm底片單眼相機，已於2007年停產。EOS-3以其配備的四十五點自動對焦系統聞名。EOS-3改善了首見於EOS-5上的眼控對焦功能，除了增加反應速度外（從EOS-5的220ms改進到65ms），更可精準判斷四十五個對焦點的位置，此外可用校正功能（CALIBRATION）改善眼控對焦系統的判斷準度。EOS-3配備了新的45點自動對焦系統、各式配件可與EOS-1系列通用（如電池手把或增壓馬達等），EOS-3對惡劣環境的耐久性如同EOS-1N，機身材質為鋁合金骨架外包覆聚碳酸酯，在機背轉盤、機身背蓋都有防水膠條，而重要的電子接點是鍍金雙線以防故障。

## 背景
1998年的EOS-3被視為更新的底片旗艦──EOS-1V的「敲門磚」，可連動點測光的45點自動對焦系統首見於EOS-3上，Canon以此基礎衍生了4代，皆為EOS-1D專業機種系列所使用。直到2012年新旗艦EOS-1D X所使用的61點對焦點才正式取代。在2012年的EOS 5D Mark III之前，EOS-3是Canon唯一和當代旗艦1系列使用同一對焦系統的相機，也是唯一一款非1系列使用金屬反光鏡組的機種。
EOS-3的眼控對焦功能可讓攝影師快速選擇畫面中的對焦點。此功能並未被延續至EOS-1V上。EOS-3的測光系統可與其中11個對焦點連動點測光，如此攝影時就不必鎖定測光後再平移改變構圖。多達八個點測光數值可在相機內平均後給出適當的曝光值，在使用寬容度較低的正片時特別有用，而這個點測光平均的功能除EOS-3外，僅見於後續的EOS-1V和EOS-1D系列上，至今未曾下放到其它產品。
為了配合眼控對焦的感應器，EOS-3的觀景窗視野率僅為97%（EOS-1N和EOS-1V為100%），此外並無視度調節的功能。在戴眼鏡或隱形眼鏡時可能導致眼控判斷失準。
EOS-3的官方快門壽命為10萬次快門，可拍攝近3000捲36張裝的底片。作為對比，EOS-1V的快門壽命可達15萬次。根據英國雜誌Amateur Photographer報導，由法國雜誌 chassure D'Image所做的測試，Canon EOS-3快門壽命可達42萬多次。

## 比較

### EOS 5
EOS-3繼承了前代EOS 5作為準專業機的產品定位，比起EOS 5，EOS-3的機身設計更向EOS-1N靠攏。例如曝光模式的選擇，由原先機頂左側以轉盤方式選擇，改為按下MODE鈕後再轉主控轉盤，降低誤觸機率同時亦增加可靠性(EOS 5經長期使用後常有機頂轉盤故障卡死的問題)，此外亦取消了全自動的傻瓜模式(風景、人像、運動等)，只留下程式自動、快門/光圈先決、手動曝光和自動景深。EOS-3的眼控對焦點選擇系統比起EOS 5有大幅進步，除了可選的對焦點大幅增加到45點(EOS 5為5點)外，判定瞳孔位置的速度亦由原本EOS 5的220ms進步到65ms。EOS-3對惡劣環境的抵抗能力和EOS-1N同級，而EOS-5在雨中則易故障。為了更好的機身密封性，EOS-3取消了內建的機頂閃燈，只留下熱靴座和PC端子。此外EOS-3亦取消了在低光環境下輔助對焦用的紅光，只有在裝上相容的閃光燈時才能以閃光燈內的紅光輔助對焦。

### EOS-1 V
在EOS-3發表兩年後，佳能發布了末代的底片旗艦機——EOS-1V。EOS-1V繼承了EOS-3大部分的先進技術，而在部分細項方面則更加進步。同樣裝上PB-E2增壓把手搭配專用的NP-E2電池時，EOS-3能以每秒7格的速度連拍，而EOS-1V則增加到每秒10張。EOS-3和EOS-1V的機背類似但有些微的不同，EOS-3的機背可以裝在EOS-1V上，但反之不然。為了追求100%的可靠性，也為了保留100%視野率和可調屈光度的觀景窗，EOS-3的眼控對焦功能並未延續到EOS-1V上。EOS-1V的觀景窗有內建遮光幕，可在長時間曝光時放下以免光線由觀景窗漏光進到底片室中。此外，EOS-3要檢查電池電量時需打開側蓋按下按鈕，不利快速判定電量，而EOS-1V開機後則將電量直接顯示於右上液晶螢幕上。

## 外部連結
- 维基共享资源上的相關多媒體資源：佳能 EOS-3
- Canon USA EOS-3 Specification Page （页面存档备份，存于）